# Ramsbeckit
Ramsbeckit (IMA-Symbol Rbe) ist ein selten vorkommendes Mineral aus der Mineralklasse der „Sulfate, Selenate, Tellurate, Chromate, Molybdate und Wolframate“ mit der idealisierten chemischen Zusammensetzung Cu15(SO4)4(OH)22·6H2O und damit chemisch gesehen ein wasserhaltiges Kupfer-Sulfat mit zusätzlichen Hydroxidionen. Da bei natürlichen Ramsbeckiten oft ein geringer Anteil des Kupfers durch Zink ersetzt (substituiert) ist, wird in verschiedenen Quellen auch die Mischformel (hier als Kristallchemische Strukturformel) in der Form (Cu,Zn)15[(OH)22|(SO4)4]·6H2O angegeben. Zudem können auch bis zu zwei Gitterplätze der Kupfer/Zink-Anteile unbesetzt sein (Gitterfehler, Leerstelle), die mit der Formel (Cu,Zn)13☐2Zn2[(OH)22|(SO4)4]·6H2O dargestellt werden.
Ramsbeckit kristallisiert im monoklinen Kristallsystem und entwickelt flächenreiche, tafelige Kristalle mit einem leicht gerundeten rhombischen Habitus bis etwa drei Millimeter Größe mit einem glasähnlichen Glanz auf den Oberflächen. Die Kristalle sind durchsichtig bis durchscheinend und von grüner bis blaugrüner Farbe. Als idiochromatisches Mineral hat Ramsbeckit auch eine hellgrüne Strichfarbe.

## Etymologie und Geschichte

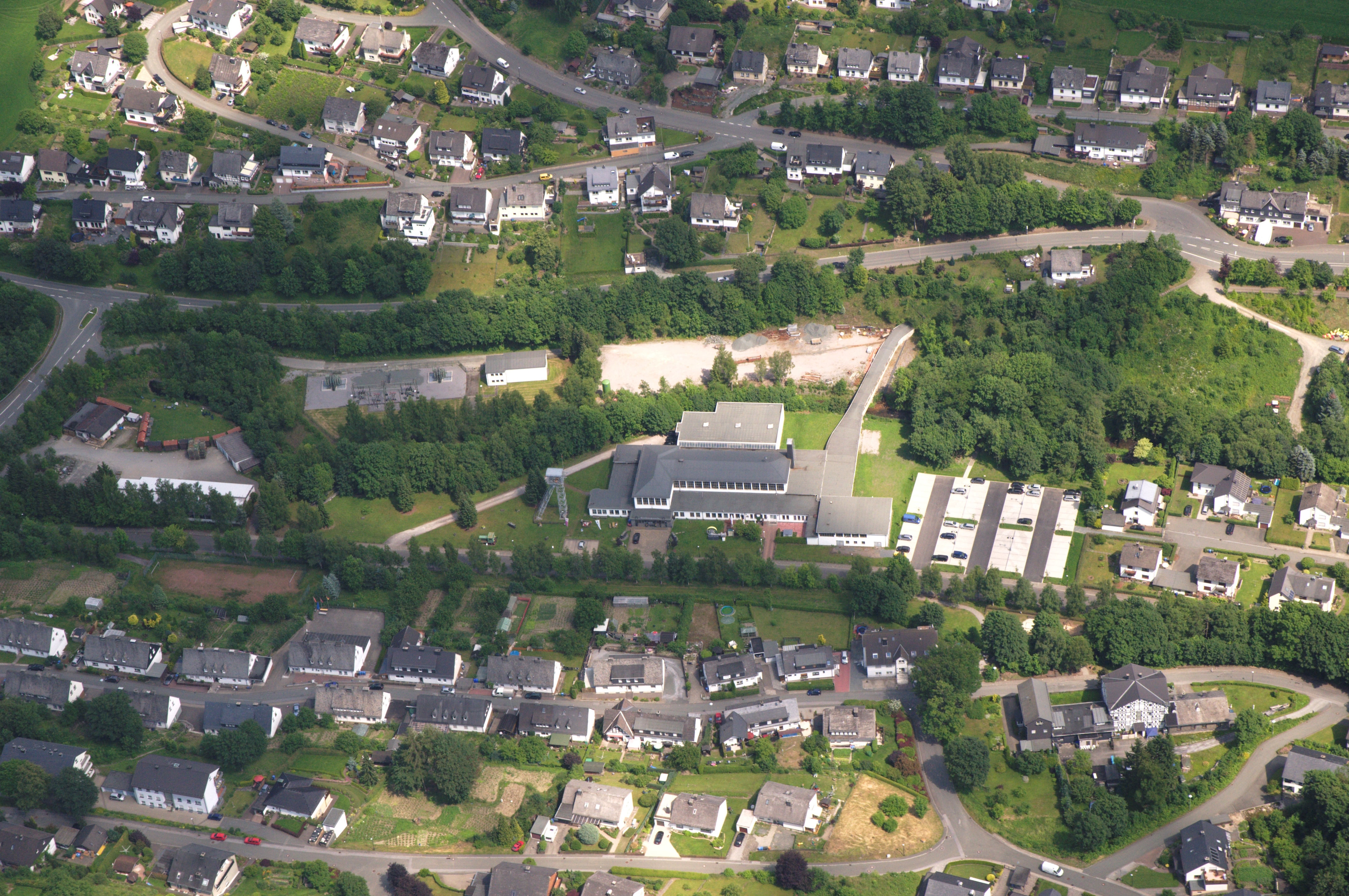
Erzbergwerksmuseum Ramsbeck und Besucherbergwerk aus der Vogelperspektive

Entdeckt wurde Ramsbeckit erstmals in Mineralproben aus der ehemaligen Grube Bastenberg bei Ramsbeck in Nordrhein-Westfalen. Die Analyse und Erstbeschreibung erfolgte durch Renate von Hodenberg, Werner Krause, Günther Schnorrer-Köhler und H. Täuber, die das Mineral nach dessen Typlokalität benannten. Das Mineralogenteam sandte seine Untersuchungsergebnisse und den gewählten Namen 1984 zur Prüfung an die International Mineralogical Association (interne Eingangsnummer der IMA: 1984-067), die den Ramsbeckit als eigenständige Mineralart anerkannte. Publiziert wurde die Erstbeschreibung ein Jahr später im Fachmagazin Neues Jahrbuch für Mineralogie, Monatshefte.
Das Typmaterial des Minerals wird in der Mineralogischen Sammlung des Geowissenschaftlichen Museums der Universität Göttingen (MSU) unter der Inventarnummer 6.4.4.2 aufbewahrt.

## Klassifikation
Da der Ramsbeckit erst 1984 als eigenständiges Mineral anerkannt wurde, ist er in der letztmalig 1977 überarbeiteten 8. Auflage der Mineralsystematik nach Strunz noch nicht verzeichnet.
In der zuletzt 2018 überarbeiteten Lapis-Systematik nach Stefan Weiß, die formal auf der alten Systematik von Karl Hugo Strunz in der 8. Auflage basiert, erhielt das Mineral die System- und Mineralnummer VI/D.03-075. Dies entspricht der Klasse der „Sulfate, Chromate, Molybdate und Wolframate“ und dort der Abteilung „Wasserhaltige Sulfate, mit fremden Anionen“, wo Ramsbeckit zusammen mit Christelit, Guarinoit, Ktenasit, Lahnsteinit, Langit, Minohlith, Montetrisait, Nakauriit, Namuwit, Osakait, Pauladamsit, Posnjakit, Redgillit, Schulenbergit und Wroewolfeit eine unbenannte Gruppe mit der Systemnummer VI/D.03 bildet.
Die von der IMA zuletzt 2009 aktualisierte 9. Auflage der Strunz’schen Mineralsystematik ordnet den Ramsbeckit ebenfalls in die Abteilung „Sulfate (Selenate usw.) mit zusätzlichen Anionen, mit H2O“ ein. Diese ist allerdings weiter unterteilt nach der relativen Größe der beteiligten Kationen. Das Mineral ist hier entsprechend seiner Zusammensetzung in der Unterabteilung „Mit ausschließlich mittelgroßen Kationen; Lagen von kantenverknüpften Oktaedern“ zu finden, wo es als einziges Mitglied eine unbenannte Gruppe mit der Systemnummer 7.DD.60 bildet.
In der vorwiegend im englischen Sprachraum gebräuchlichen Systematik der Minerale nach Dana hat Ramsbeckit die System- und Mineralnummer 31.04.09.01. Das entspricht der Klasse der „Sulfate, Chromate und Molybdate“ und dort der Abteilung „Wasserhaltige Sulfate mit Hydroxyl oder Halogen“. Hier findet er sich innerhalb der Unterabteilung „Wasserhaltige Sulfate mit Hydroxyl oder Halogen mit (A+B2+)4(XO4)Zq × x(H2O)“ als einziges Mitglied in einer unbenannten Gruppe mit der Systemnummer 31.04.09.

## Kristallstruktur
Ramsbeckit kristallisiert in der monoklinen Raumgruppe P21/a (Raumgruppen-Nr. 14, Stellung 3) mit den Gitterparametern a = 16,09 Å; b = 15,58 Å; c = 7,10 Å und β = 90,2° sowie zwei Formeleinheiten pro Elementarzelle.

## Bildung und Fundorte

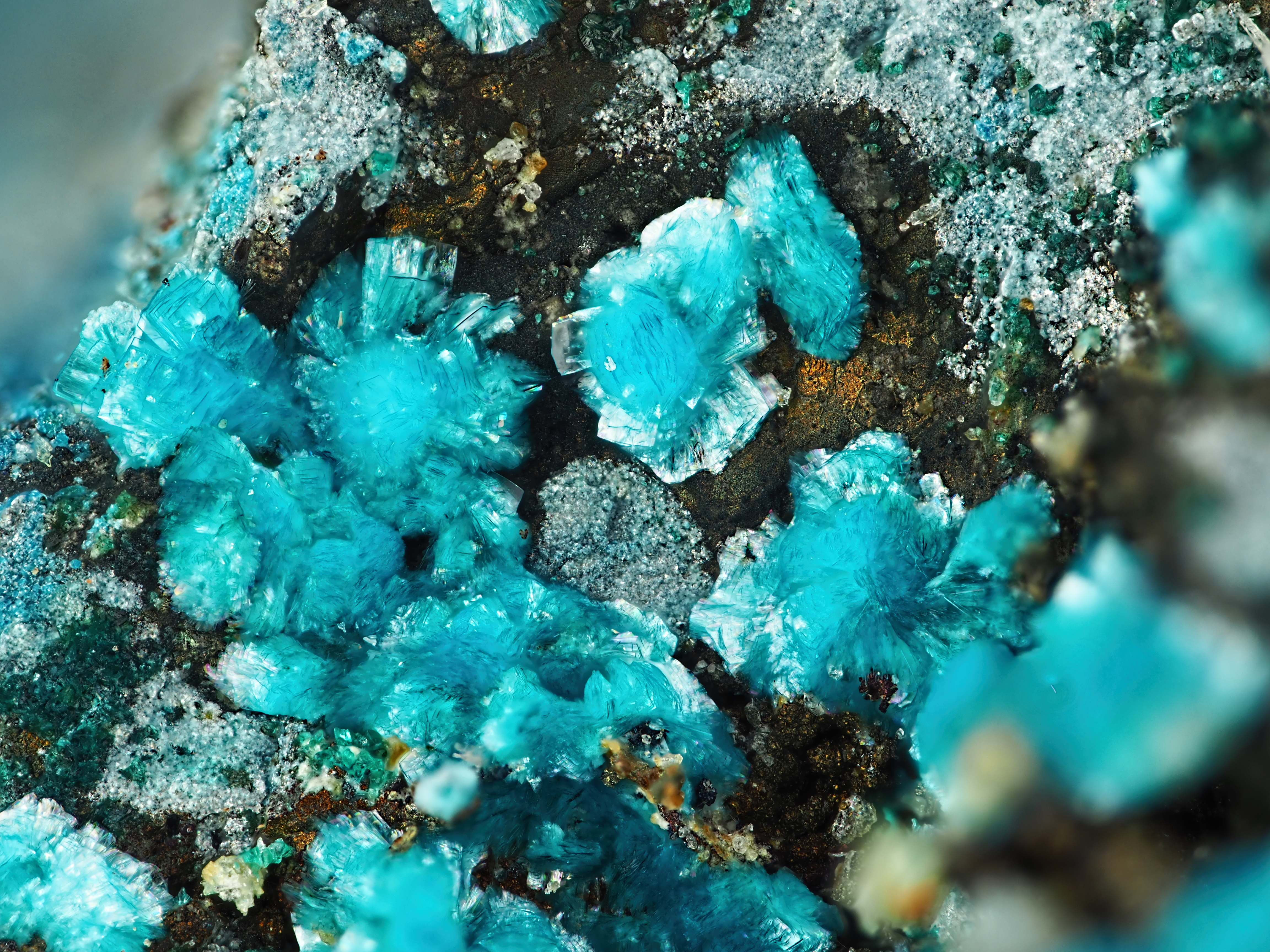
Orthoserpierit (blau) mit Ramsbeckit (grün, unten links) aus der Grube Pontinha Nr. 3, Souto Maior (Sabrosa), Portugal (Sichtfeld: 2,8 mm)

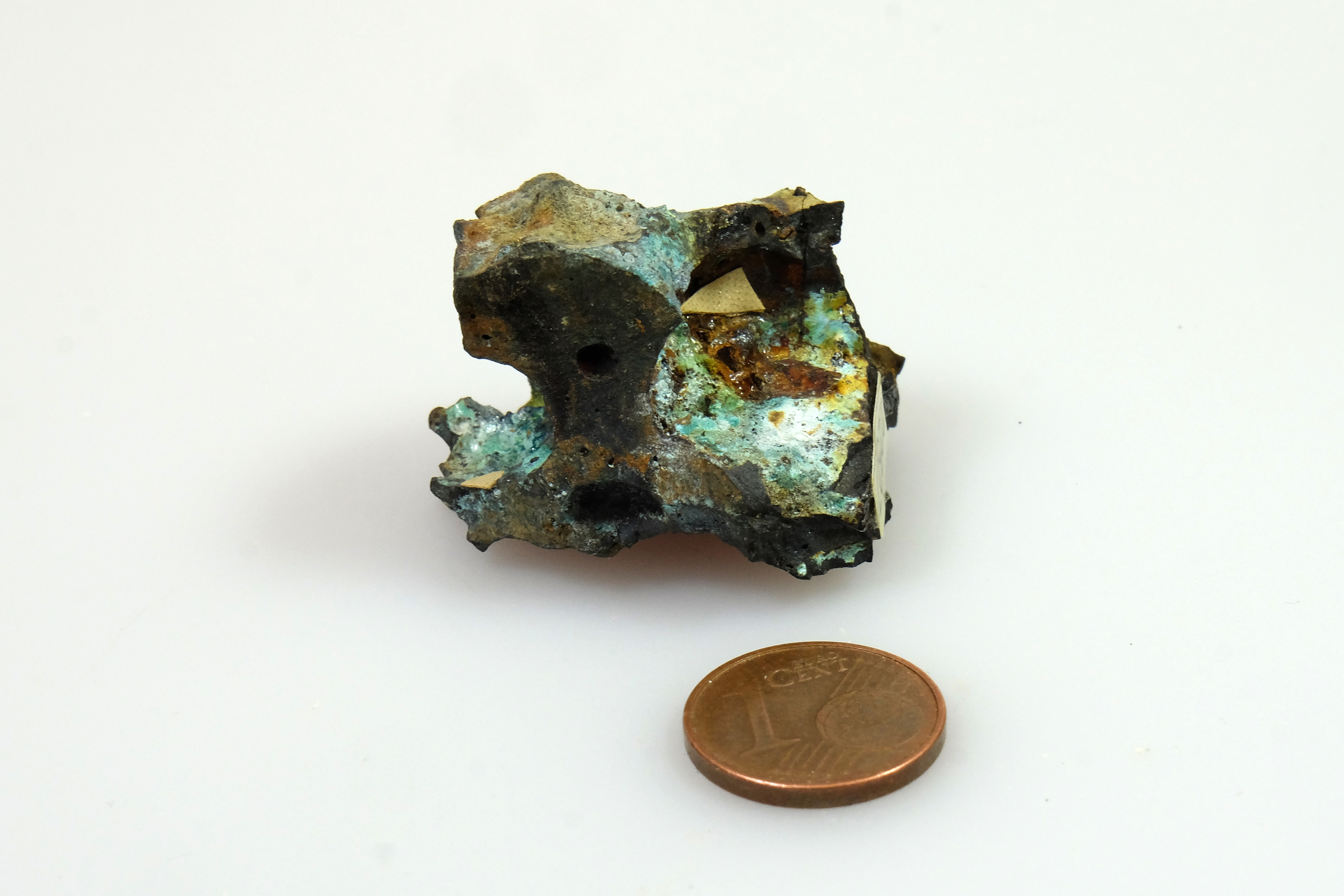
Ramsbeckit (blaugrüne, pulvrige Kruste) auf Matrix aus der Herzog-Julius-Hütte bei Astfeld, Niedersachsen, Deutschland

Ramsbeckit bildet sich sekundär durch supergene Oxidation in Haldenmaterial und Schlacken. An seiner Typlokalität in der Grube Bastenberg trat das Mineral in Paragenese mit Brochantit, Chalkophyllit, Chalkopyrit, Connellit, Hydrozinkit, Linarit, Schulenbergit, Serpierit und Smithsonit auf. In der Ecton Mine bei Audubon (Pennsylvania) in den USA konnten zudem Anglesit, Pyromorphit und Posnjakit als Begleitminerale entdeckt werden und in der Grube Pontinha Nr. 3 bei Souto Maior (Sabrosa) in Portugal wurde mit Orthoserpierit vergesellschafteter Ramsbeckit nachgewiesen (siehe Bild).
Als seltene Mineralbildung konnte Ramsbeckit nur an wenigen Orten nachgewiesen werden, wobei weltweit bisher rund 80 Vorkommen dokumentiert sind (Stand 2025). Außer an seiner Typlokalität in der Grube Bastenberg trat das Mineral in Nordrhein-Westfalen noch in der ebenfalls bei Ramsbeck gelegenen Grube Alexander (Hochsauerlandkreis) sowie in verschiedenen Gruben und Zechen wie beispielsweise Brüderbund, Fürst Moritz und Wilder Mann im Kreis Siegen-Wittgenstein, den Gruben Vereinigte Glückauf bei Hefel und Castor bei Loope sowie möglicherweise in der Duisburger Kupferhütte als Schlackenfund. Weitere bekannte Fundstellen in Deutschland sind unter anderem die Grube Wilhelmine bei Sommerkahl im bayerischen Landkreis Aschaffenburg, einige Schlacken- und Haldenfunde im Landkreis Goslar in Niedersachsen, in vielen Gruben in Rheinland-Pfalz, in der Grube Christine bei Hasserode in Sachsen-Anhalt sowie in den Gruben Gelbe Birke bei Beierfeld und Gnade Gottes bei Frauenstein (Erzgebirge) in Sachsen.
In Österreich konnte Ramsbeckit bisher im Barbarastollen bei Meiselding (Gemeinde Mölbling) und auf den Halden im alten Bergbau Finkenstein am Mallestiger Mittagskogel in Kärnten sowie am Kaiblberg nahe Schrems bei Frohnleiten und auf den Schlackenhalden ehemaliger Kupfer-Schmelzen bei Walchen (Gemeinde Öblarn) in der Steiermark gefunden werden.
Das bisher einzige dokumentierte Vorkommen in der Schweiz liegt in der Region Malcantone im Kanton Tessin.
Weitere Fundorte liegen unter anderem in Australien, Brasilien, Frankreich, Griechenland, Italien, Japan, Portugal, Rumänien, Slowenien, Spanien, Tschechien, Ungarn, im Vereinigten Königreich (England, Wales) und den Vereinigten Staaten von Amerika (Arizona, New Hampshire, Pennsylvania).